# Giáo phận Phan Thiết
Giáo phận Phan Thiết (tiếng Latin: Dioecesis Phanthietensis) là một giáo phận Công giáo Rôma tại Việt Nam, thuộc Giáo tỉnh Sài Gòn, với địa bàn nằm trọn trong địa giới phần phía nam của tỉnh Lâm Đồng ngày nay. Giáo phận này hiện được cai quản bởi Giám mục Giuse Đỗ Mạnh Hùng từ ngày ông nhậm chức 12 tháng 12 năm 2019.

## Lịch sử
Lịch sử giáo phận được xem khởi đầu từ năm 1665, đã ghi nhận được tại Phan Rí (bấy giờ vẫn còn thuộc Vương quốc Champa) có một cộng đồng giáo dân vào khoảng 400 người.
Ngày 30 tháng 1 năm 1975, Giáo hoàng Phaolô VI ký Tông Sắc thành lập Giáo phận Phan Thiết trên cơ sở 2 giáo hạt Thanh Hải và Phan Thiết tách từ Giáo phận Nha Trang, đặt trực thuộc Giáo tỉnh Sài Gòn. Giám mục được bổ nhiệm là Phaolô Nguyễn Văn Hòa, nhưng Giám mục Hòa chưa nhậm chức chính thức tại Phan Thiết trước khi được điều chuyển đến Giáo phận Nha Trang. Vì thế, Giám mục Nicôla Huỳnh Văn Nghi được coi là giám mục tiên khởi giáo phận Phan Thiết. Từ năm 1975, trải qua các giai đoạn dưới sự quản lý của các giám mục Nicôla Huỳnh Văn Nghi (1979–2005), Phaolô Nguyễn Thanh Hoan (2005–2009), Giuse Vũ Duy Thống (2009–2017) và Giuse Đỗ Mạnh Hùng (từ năm 2019). Giáo phận cũng được điều hành bởi Giám mục Giám quản Tông Tòa Nicôla Huỳnh Văn Nghi (1975–1979) và Tôma Nguyễn Văn Trâm (2017–2019).
Địa giới giáo phận: phía bắc giáp giáo phận Đà Lạt, phía nam giáp biển Đông, phía đông giáp giáo phận Nha Trang, phía tây giáp giáo phận Xuân Lộc và giáo phận Bà Rịa.
Theo số liệu từ trang Catholic Hierarchy, Giáo phận Phan Thiết, tính đến năm 2021 có 188.856 giáo dân trên địa bàn 1.232.267 dân cư, chiếm 15,3%. Về nhân sự, giáo phận có 194 linh mục (158 linh mục triều, 36 linh mục dòng), 798 nữ tu, 165 nam tu và 100 giáo xứ.

## Các giáo hạt
Giáo phận Phan Thiết bao gồm các giáo hạt:
- Phan Thiết (các xã, phường phía nam tỉnh Lâm Đồng và đặc khu Phú Quý):

1. Chính Tòa - 587 Trần Hưng Đạo, phường Phan Thiết
2. An Bình - Phường Phú Thủy
3. Cà Tang - Xã Hàm Thuận
4. Đaguri - Xã La Dạ
5. Đông Hải - 151 Võ Thị Sáu, phường Phan Thiết
6. Đức Thắng - 25/2 Vạn Thủy Tú, phường Phan Thiết
7. Hàm Phú - Xã Hàm Thuận Bắc
8. Hồng Liêm - Xã Hồng Sơn
9. Kim Ngọc - Phường Hàm Thắng
10. La Dày - Xã La Dạ
11. Ma Lâm - Xã Hàm Thuận
12. Mũi Né - Phường Mũi Né
13. Phú Hải - 79 Nguyễn Thông, phường Phú Thủy
14. Phú Hội - Phường Bình Thuận
15. Phú Quý - Đặc khu Phú Quý
16. Rạng - 322 Nguyễn Đình Chiểu, phường Mũi Né
17. Tầm Hưng - Xã Hàm Thuận
18. Thanh Hải - 502 Thủ Khoa Huân, phường Phú Thủy
19. Thánh Mẫu - 135 Hải Thượng Lãn Ông, phường Phan Thiết
20. Văn Thánh - Phường Bình Thuận
21. Vinh Phú - 70 Lê Lợi, phường Phan Thiết
22. Vinh Thủy - 332 Thủ Khoa Huân, phường Phú Thủy

- Hàm Thuận Nam (Tây nam Lâm Đồng)

1. Ba Bàu - Xã Hàm Thạnh
2. Hiệp Đức - Xã Tân Lập
3. Hiệp Nghĩa - Xã Tân Thành
4. Hiệp Tân - Xã Tân Thành
5. Hòa Vinh - Xã Tân Lập
6. Phaolô - Xã Hàm Thuận Nam
7. Phú Lâm - Xã Tuyên Quang
8. Tà Mon - Xã Tân Lập
9. Thọ Tràng - Xã Hàm Kiệm
10. Thuận Đức - Xã Hàm Thuận Nam
11. Thuận Nghĩa - Xã Hàm Kiệm
12. Vinh An - Xã Hàm Kiệm
13. Vinh Lưu - Xã Tuyên Quang

- Hàm Tân (Tây nam Lâm Đồng)

1. Antôn - Xã Sơn Mỹ
2. Bình An - Phường La Gi
3. Châu Thủy - Xã Hàm Tân
4. Cù Mi - Xã Sơn Mỹ
5. Đông Hà - Xã Hàm Tân
6. Đồng Tiến - Xã Hàm Tân
7. Fatima - Xã Tân Minh
8. Gio Linh - Xã Sơn Mỹ
9. Hiệp An - Xã Tân Hải
10. Hồ Thắng - Xã Sơn Mỹ
11. Mân Côi - Xã Sơn Mỹ
12. Mẹ Thiên Chúa - Xã Tân Ninh
13. Nghĩa Hòa - Xã Hàm Tân
14. Phục Sinh - Xã Sơn Mỹ
15. Phước An - Phường La Gi
16. Tân Châu - Xã Hàm Tân
17. Tân Lập - Phường La Gi
18. Tân Lý - Phường La Gi
19. Tân Tạo - Phường La Gi
20. Thanh Bình - Phường La Gi
21. Thánh Linh - Xã Tân Hải
22. Thanh Xuân - Phường Phước Hội
23. Tin Mừng - Phường La Gi
24. Tinh Hoa - Xã Tân Hải
25. Truyền Tin - 3 Lý Thái Tổ, xã Tân Hải
26. Vinh Tân - Phường Phước Hội
27. Vinh Thanh - Phường Phước Hội
28. Hồ Tôm - Phường Phước Hội

- Bắc Tuy (Đông nam Lâm Đồng)

1. Hòa Thuận - Xã Bắc Bình
2. Long Hà - Xã Bắc Bình
3. Long Hương - Xã Liên Hương
4. Lương Sơn - Xã Lương Sơn
5. Phan Rí Cửa - Xã Phan Rí Cửa
6. Sông Lũy - Xã Sông Lũy

- Đức Tánh (Tây nam Lâm Đồng)

1. Chính Tâm - Xã Trà Tân
2. Đa Kai - Xã Nam Thành
3. Đồng Kho - Xã Đồng Kho
4. Đức Phú - Xã Nghị Đức
5. Đức Tân - Xã Bắc Ruộng
6. Gia An - Xã Tánh Linh
7. Gia Huynh - Xã Suối Kiết
8. Hà Văn - Xã Hoài Đức
9. Huy Khiêm - Xã Đồng Kho
10. Khiết Tâm - Xã Trà Tân
11. Mê Pu - Xã Nam Thành
12. Mẹ Vô Nhiễm - Xã Trà Tân
13. Nam Hà - Xã Trà Tân
14. Nghị Đức - Xã Nghị Đức
15. Tánh Linh - Xã Tánh Linh
16. Thánh Tâm - Xã Trà Tân
17. Tư Tề - Xã Hoài Đức
18. Võ Đắc - Xã Hoài Đức
19. Võ Xu - Xã Đức Linh
20. Vũ Hòa - Xã Đức Linh

## Các danh địa giáo phận

### Nhà thờ chính tòa và Tòa Giám mục
Nhà thờ Lạc Đạo tước hiệu Thánh Tâm Chúa Giêsu ở phường Phan Thiết được chỉ định làm Nhà thờ chính tòa của giáo phận

### Thánh địa hành hương
Trung tâm hành hương Đức Mẹ Tà Pao tọa lạc ở xã Đồng Kho.

### Các nhà thờ và tu viện lớn
1/ Dòng Mến Thánh Giá Phan Thiết (Hàm Tân, Bình Thuận)
2/ Hội Dòng Phúc Âm và Sự Sống (Hàm Thuận Bắc, Bình Thuận)
3/ Đan viện Xi-tô Châu Thủy (Hàm Tân, Bình Thuận)

## Danh sách theo thời gian quản nhiệm giáo phận
| STT | Tên                      | Thời gian quản nhiệm | Ghi chú                               |
| --- | ------------------------ | -------------------- | ------------------------------------- |
| 1 † | Phaolô Nguyễn Văn Hòa    | 1975                 | Giám mục chính tòa (De jure)          |
| 2 † | Nicôla Huỳnh Văn Nghi    | 1975–1979 1979-2005  | Giám quản Tông Tòa Giám mục chính tòa |
| 3 † | Phaolô Nguyễn Thanh Hoan | 2001–2005 2005-2009  | Giám mục phó Giám mục chính tòa       |
| 4 † | Giuse Vũ Duy Thống       | 2009–2017            | Giám mục chính tòa                    |
| 5   | Tôma Nguyễn Văn Trâm     | 2017–2019            | Giám quản Tông Tòa                    |
| 6   | Giuse Đỗ Mạnh Hùng       | 2019–nay             | Giám mục chính tòa                    |

Ghi chú:
- : Giám mục chính tòa
- : Giám mục phó, phụ tá hoặc Đại diện tông tòa
- : Giám quản tông tòa